# Centreville (Mississippi)
Centreville è una città (town) degli Stati Uniti d'America, situata nelle contee di Wilkinson e di Amite, nello Stato del Mississippi.